# Steen Christensen
Steen Bach Christensen (Frederiksberg, 1 de novembro de 1941) foi um velejador dinamarquês, medalhista olímpico. Ele competiu nos Jogos Olímpicos de Verão de 1960 na classe 5.5 Metre e conquistou a medalha de prata, ao lado de William Berntsen e Søren Hancke.